# جبل الجديدي
جبل الجِدِيدِي جبل يقع بشمال شرقي الجمهورية التونسية، شمال شرقي مدينة زغوان وجنوب غربي مدينة قرمبالية.